# Bare (album d'Annie Lennox)
Pour les articles homonymes, voir Bare.
Albums de Annie Lennox
Medusa
(1995) Songs of Mass Destruction
(2007)
Singles
1. Pavement Cracks
Sortie : Juin 2003
2. A Thousand Beautiful Things
Sortie : Mars 2004
3. Wonderful
Sortie : Juin 2004

Bare est le troisième album studio d'Annie Lennox, sorti le 5 juin 2003.
L'album, qui s'est classé 3e au UK Albums Chart et 4e au Billboard 200, a été certifié disque d'or par la British Phonographic Industry (BPI) au Royaume-Uni et par la Recording Industry Association of America (RIAA) aux États-Unis.

## Liste des titres
Toutes les chansons sont écrites et composées par Annie Lennox.
| No  | Titre                       | Durée |
| --- | --------------------------- | ----- |
| 1.  | A Thousand Beautiful Things | 3:07  |
| 2.  | Pavement Cracks             | 5:10  |
| 3.  | The Hurting Time            | 7:32  |
| 4.  | Honestly                    | 5:01  |
| 5.  | Wonderful                   | 4:17  |
| 6.  | Bitter Pill                 | 4:01  |
| 7.  | Loneliness                  | 4:01  |
| 8.  | The Saddest Song I've Got   | 4:09  |
| 9.  | Erased                      | 4:40  |
| 10. | Twisted                     | 4:12  |
| 11. | Oh God (Prayer)             | 2:51  |

| 12. | Cold (Live in Toronto) | 5:32 |

## Personnel
- Annie Lennox : claviers, chant
- Peter-John Vettese : claviers, programmation, batterie
- Stephen Lipson : claviers, guitare, programmation, producteur
- David Rainger, Tim Cansfield : guitare
- Steve Sidelnyk : programmation, percussions
- Pro Arte Orchestra : orchestrations
- Gavyn Wright : premier violon
- David Whitaker : arrangements orchestraux